# جيمس كول
جيمس كول (بالإنجليزية: James Cole)‏ هو سائق سباق بريطاني، ولد في 16 أغسطس 1988 في ساوثبورت ‏ في المملكة المتحدة.

## وصلات خارجية
- جيمس كول على موقع DriverDB.com (الإنجليزية)